# Municipio de Ellsworth (Ohio)
El municipio de Ellsworth (en inglés: Ellsworth Township) es un municipio ubicado en el condado de Mahoning en el estado estadounidense de Ohio. En el año 2010 tenía una población de 2217 habitantes y una densidad poblacional de 33,3 personas por km².

## Geografía
El municipio de Ellsworth se encuentra ubicado en las coordenadas 41°1′31″N 80°51′33″O / 41.02528, -80.85917. Según la Oficina del Censo de los Estados Unidos, el municipio tiene una superficie total de 66.58 km², de la cual 65,68 km² corresponden a tierra firme y (1,35 %) 0,9 km² es agua.

## Demografía
Según el censo de 2010, había 2217 personas residiendo en el municipio de Ellsworth. La densidad de población era de 33,3 hab./km². De los 2217 habitantes, el municipio de Ellsworth estaba compuesto por el 99,05 % blancos, el 0,09 % eran afroamericanos, el 0,05 % eran amerindios, el 0,05 % eran asiáticos, el 0,05 % eran de otras razas y el 0,72 % eran de una mezcla de razas. Del total de la población el 1,22 % eran hispanos o latinos de cualquier raza.